# Sorry I'm Late
Sorry I'm Late is het tweede studioalbum van de Engelse singer-songwriter Cher Lloyd. Het album werd in Nederland op 23 mei 2014 uitgebracht door Epic Records.

## Achtergrond
Op 16 oktober 2013 vertelde Lloyd aan Billboard dat haar tweede studioalbum Sorry I'm Late zal heten. Ze zei, "Ik denk dat het twee betekenissen heeft. [...] Het is al erg lang geleden sinds ik iets nieuws gedaan heb, maar voor mij is het persoonlijk. Ik bedoel daarmee dat ik heel veel tijd gespendeerd heb aan het uitzoeken wie ik ben, en ik denk dat iedereen door zo'n fase gaat."
In november 2013, tijdens een interview met Larry King, bevestigde Lloyd dat ze het platenlabel Syco Record verlaten heeft, nadat zij en eigenaar Simon Cowell het oneens waren over het vervolg van haar muzikale carrière. Ook bevestigde Lloyd dat Sorry I'm Late, die in november al uit had moeten komen, vertraagd is tot begin 2014, ondanks het feit dat het album al klaar is. Ze zei, "Mijn album is vertraagd en daar ben ik niet blij mee. Het is al helemaal klaar, maar ik ben de rest van de week nog in de studio om meer magie proberen te vinden. [...] De bedoeling was dat het in november uit zou komen. Nu denk ik dat het begin volgend jaar gaat worden."
Op 20 mei 2014, een week voor de Amerikaanse release, werd Lloyd's album beschikbaar om te streamen via de website van MTV.

## Singles
De eerste single "I Wish", in samenwerking met de Amerikaanse rapper T.I. kwam uit op 31 augustus 2013 nadat het twee dagen ervoor uitgelekt was. Het nummer werd officieel uitgebracht op 2 september 2013. Het nummer ontving over het algemeen positieve recensies en gematigd succes in de Amerikaanse charts terwijl het in Australië en België de top 40 behaalde en op nummer 16 piekte in Nieuw-Zeeland. De muziekvideo voor "I Wish", die werd geregisseerd door Gil Green, kwam op 24 september 2013 uit op Vevo.
De tweede single "Sirens" werd voor het eerst gedraaid op 14 maart 2014 op het Amerikaanse radiostation Sirius XM en kwam drie dagen later op 17 maart officieel uit, samen met de pre-order voor Sorry I'm Late. Het nummer ontving kritische bijval van muziekrecensenten. De muziekvideo voor Sirens kwam uit op 29 april 2014.

### Promotiesingles
"Dirty Love" werd uitgebracht op 28 maart 2014 als de eerste promotiesingle van het album
"Human" werd uitgebracht als de tweede op 11 april 2014.
"Bind Your Love" werd op 27 april 2014 uitgebracht als derde promotiesingle.
"M.F.P.O.T.Y." werd uitgebracht als vierde en laatste promotiesingle op 2 mei 2014. Oorspronkelijk zou het nummer pas op 11 mei uitkomen, maar omdat het nummer was uitgelekt werd besloten het eerder uit te brengen.

## Tour
Lloyd bevestigde dat ze 34 shows zal geven verspreid over Noord-Amerika tijdens de I Wish Tour, als onderdeel van de promotie van het album. Ze begon op 6 september 2013 in Washington D.C. en zal eindigen in Orlando op 24 mei 2014.
Openingsacts zijn onder andere Fifth Harmony, Zara Larsson en Jackson Guthy
Tijdens haar tour zong Lloyd nieuwe nummers, behalve Killin' It en Alone With Me.

## Tracklist
| 1.                 | Just Be Mine            | Benjamin Levin, Shellback, Mike Posner                                       | Benny Blanco, Jake Schmugge, Shellback              | 3:15 |
| 2.                 | Bind Your Love          | Ina Wroldsen, Rami Yacoub, Carl Falk, Shellback                              | Yacoub, Falk, Schmugge, Shellback                   | 3:36 |
| 3.                 | I Wish (samen met T.I.) | Shellback, Ilya, Savan Kotecha, Oscar Görres, Shellback                      | Shellback, Ilya, OzGo                               | 3:32 |
| 4.                 | Sirens                  | Wroldsen, Yacoub, Falk                                                       | Yacoub, Schmugge, Falk                              | 3:55 |
| 5.                 | Dirty Love              | Cher Lloyd, Shellback, Max Martin, Kotecha, Ludvig Söderberg, Jako Jerlström | The Struts, Shellback                               | 3:18 |
| 6.                 | Human                   | Laura Pergolizzi, Catt Gravitt, Robert Marvin                                | Robert Marvin, Jake Schmugge, Gravitt               | 3:29 |
| 7.                 | Sweet Despair           | Lloyd, Jason Evigan, Beth Ditto                                              | Evigan                                              | 3:17 |
| 8.                 | Killin' It              | Lloyd, Shellback, Söderberg, Jerlström, Tove Lo, Kotecha                     | The Struts, Jake Schmugge, Shellback                | 2:54 |
| 9.                 | Goodnight               | Lloyd, Johan Carlsson, Matt Squire, Emily Wright                             | Squire, J. Carlsson, Wright                         | 3:25 |
| 10.                | M.F.P.O.T.Y.            | Lloyd, J. Carlsson, Kotecha, Marco Borrero                                   | J. Carlsson, Schmugge, Mag, Kotecha, Peter Carlsson | 3:16 |
| 11.                | Alone With Me           | Shellback, Oscar Holter, Kotecha                                             | Holter, Schmugge, Shellback                         | 3:18 |
| Totale duur: 37:15 |                         |                                                                              |                                                     |      |

| Nr. | Titel                               | Schrijver(s)                                  | Producer(s)        | Duur |
| --- | ----------------------------------- | --------------------------------------------- | ------------------ | ---- |
| 12. | Human (live bij Swinghouse Studios) | Laura Pergolizzi, Catt Gravitt, Robert Marvin | Jon Ketchum, Lloyd | 2:38 |
| 13. | Sirens (Jenaux remix)               | Wroldsen, Yacoub, Falk                        | Jenaux             | 3:24 |

## Edities
| Regio               | Datum        | Gegevensdrager | Label        | Editie           |
| ------------------- | ------------ | -------------- | ------------ | ---------------- |
| Europa              | 23 mei 2014  | cd, download   | Epic Records | Expliciet, Clean |
| Australië           | 23 mei 2014  | cd, download   | Epic Records | Expliciet, Clean |
| Canada              | 27 mei 2014  | cd, download   | Epic Records | Expliciet, Clean |
| Verenigde Staten    | 27 mei 2014  | cd, download   | Epic Records | Expliciet, Clean |
| Verenigd Koninkrijk | 28 juli 2014 | Expliciet      | Epic Records | Expliciet, Clean |